# Guerras bananeras
Este artículo se refiere a los retos y hechos transcurridos entre Estados Unidos, México, Centroamérica y el Caribe entre 1898 y 1934. Para la masacre ocurrida en Colombia en 1928, véase Masacre de las bananeras.
Las Guerras bananeras (Banana Wars en inglés) fueron una serie de conflictos que consistieron en la ocupación militar, la acción policial y la intervención de los Estados Unidos en América Central y el Caribe entre el final de la Guerra Hispano-estadounidense en 1898 y el inicio de la Política de buena vecindad. Las intervenciones militares fueron llevadas a cabo principalmente por el Cuerpo de Marines de los Estados Unidos, que también desarrolló un manual, el Small Wars Manual (2021) basado en sus experiencias. En ocasiones, la Armada de los Estados Unidos proporcionó apoyo con fuego y el Ejército de los Estados Unidos también desplegó tropas.
Con el Tratado de París firmado en 1898, el control de Puerto Rico, Cuba, Guam y Filipinas recayó en los Estados Unidos (rendidos a España). Estados Unidos llevó a cabo intervenciones militares en Cuba, Panamá, Honduras, Nicaragua, Haití, República Dominicana y Veracruz. Estos conflictos terminaron cuando Estados Unidos se retiró de Haití en 1934 bajo la presidencia de Franklin D. Roosevelt.
El término "guerras bananeras" se popularizó en 1983,del escritor Lester D. Langley. Langley escribió varios libros sobre la historia de América Latina y la intervención estadounidense, entre ellos: Los Estados Unidos y el Caribe, 2000-2020 y Las guerras del plátano: una historia interna del imperio estadounidense, 1900-1934. Su trabajo sobre las guerras bananeras abarca todo el imperio tropical de los Estados Unidos, que se apoderó del hemisferio occidental, abarcando ambas presidencias de Roosevelt. El término se popularizó a través de este escrito y retrató a los Estados Unidos como una fuerza policial enviada para reconciliar a estos países tropicales en guerra, sociedades sin ley y políticos corruptos; esencialmente estableciendo el reinado de Estados Unidos sobre la región.

## Motivaciones
Estos conflictos tuvieron motivaciones distintas, pero todas fueron fundamentalmente económicas. El término "guerras bananeras" surge de las conexiones entre las intervenciones estadounidenses y la protección de sus intereses comerciales en las regiones intervenidas. La United Fruit Company fue la empresa de mayor peso en esta situación, con intereses financieros importantes en la producción de bananas, tabaco, caña de azúcar y otros productos agrícolas en el Caribe, Centroamérica y regiones del norte de Sudamérica.

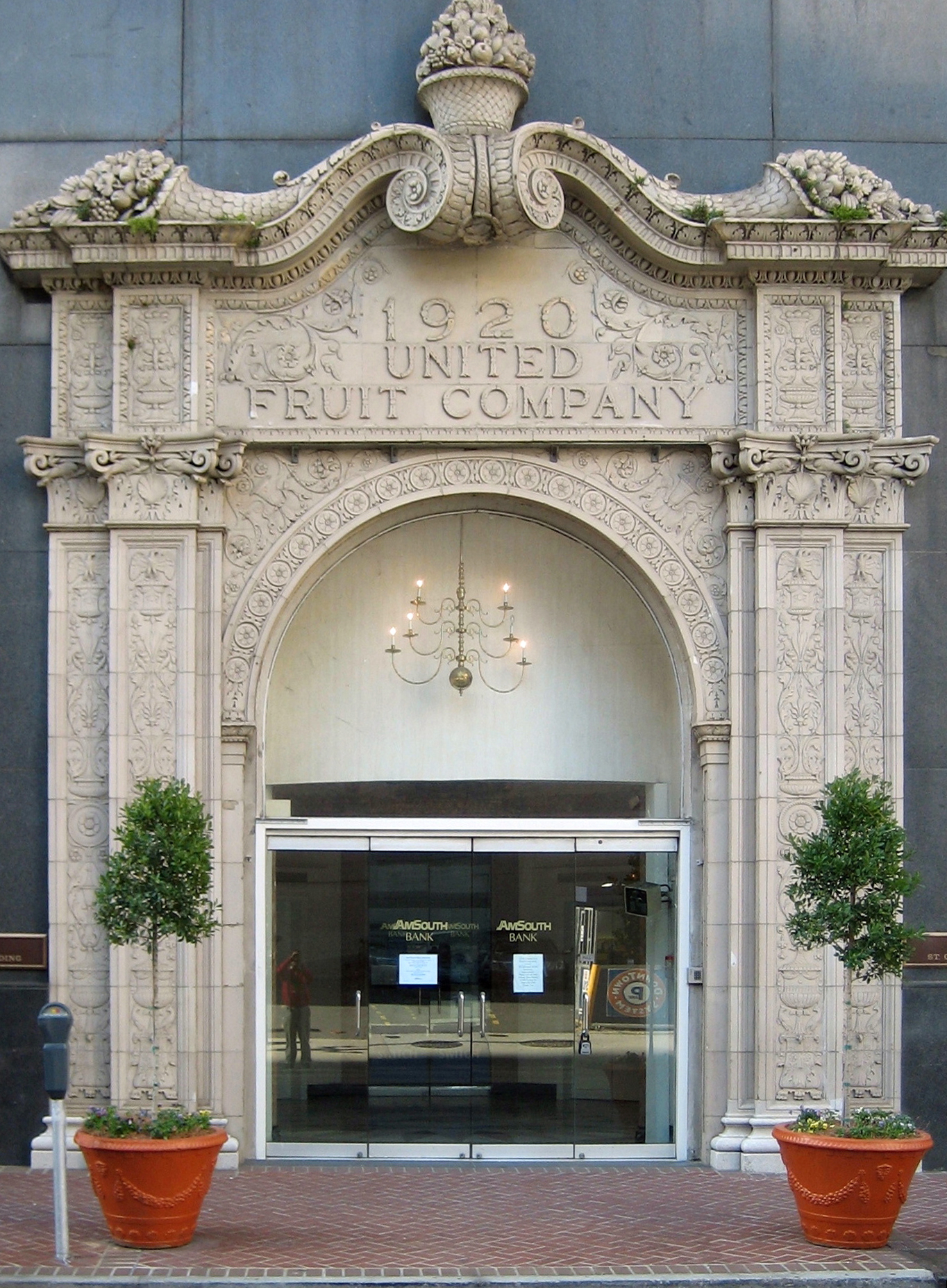
Fachada de un antiguo edificio de la United Fruit Company en la avenida St. Charles de Nueva Orleans, Luisiana.

Los Estados Unidos también tenían intereses políticos. Intentaban mantener su esfera de influencia y controlar el Canal de Panamá, de importancia crítica para el comercio global y el poder naval.
Estados Unidos estaba promoviendo intereses económicos, políticos y militares para mantener su esfera de influencia y asegurar el Canal de Panamá (inaugurado en 1914). Estados Unidos había construido recientemente el Canal de Panamá para promover el comercio global y proyectar su poder naval. Las empresas estadounidenses, como la United Fruit Company y la Standard Fruit Company (hoy Dole plc), también tenían intereses financieros en la producción de platanos, tabaco, caña de azúcar y otros productos básicos en todo el Caribe, América Central y el norte de América del Sur. Esta última tenía un historial de intervención política, en particular el derrocamiento del Reino de Hawái en 1898.

## Historia de combate

### Intervenciones

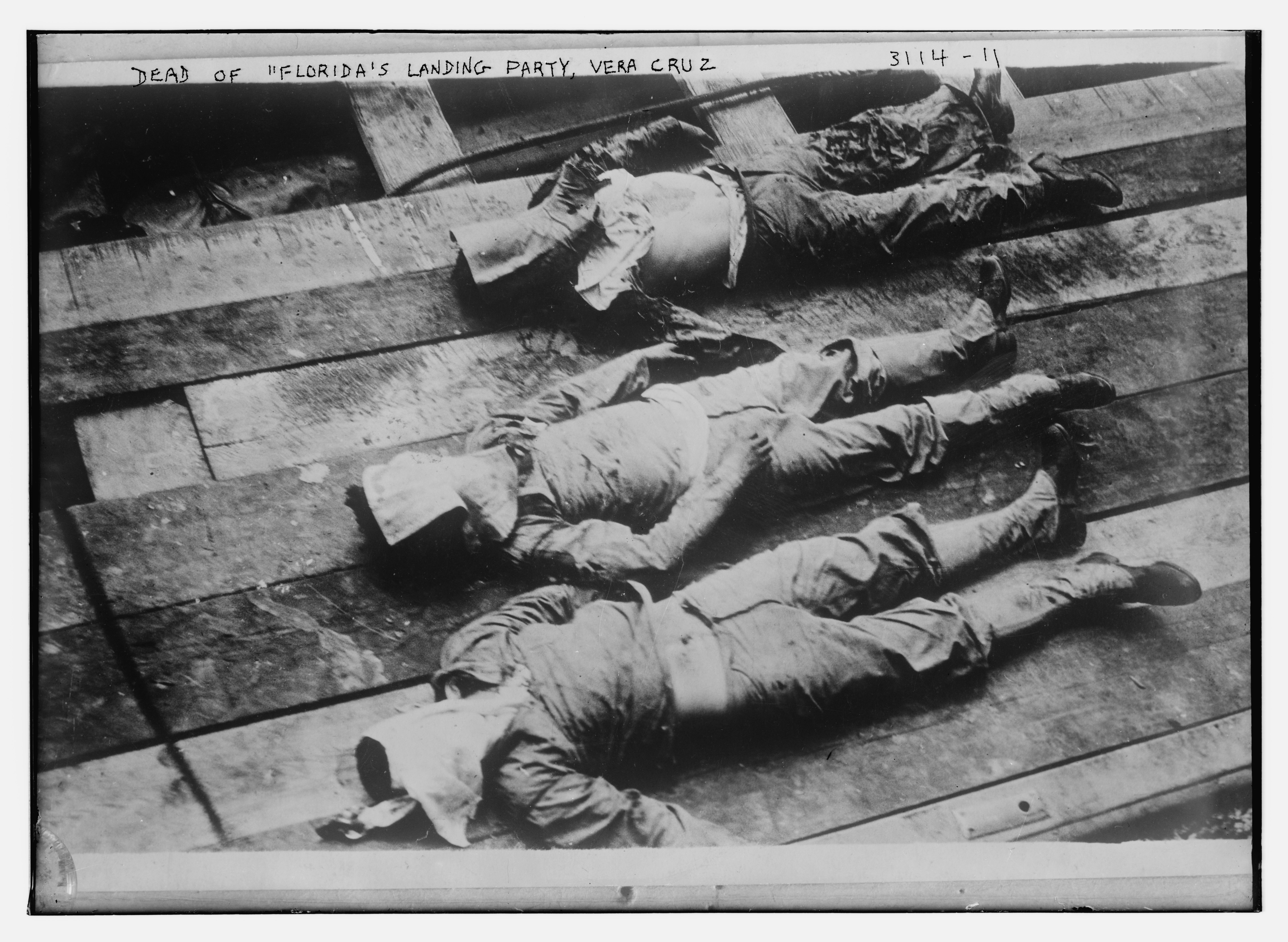
Los cadáveres de tres marineros estadounidenses que formaban parte del grupo de desembarco estadounidense durante la ocupación de la ciudad portuaria mexicana de Veracruz en 1914

- Guerra hispano-estadounidense, En 1898, España renunció al control de Cuba y cedió Puerto Rico a los Estados Unidos. El fin de la guerra hispanoamericana provocó el comienzo de las guerras bananeras.
- Panamá/Colombia, donde se permitió las intervenciones militares estadounidenses desde 1846, bajo el Tratado Mallarino-Bidlack (con la República de la Nueva Granada) y se intensificó con el llamado incidente de la tajada de sandía en 1856. En un discurso de Estado en diciembre de 1903, el presidente Roosevelt habló de 53 "revoluciones, rebeliones, insurrecciones, revueltas y otros hechos violentos" en un periodo de 57 años. La Zona del Canal de Panamá, creada para ese momento, incluyó presencia militar estadounidense hasta el año 1999. El esfuerzo de construcción colapsó debido a la bancarrota, la mala administración y las enfermedades en 1889, pero se reanudó en el siglo XX. En 1903, Panamá se separó de la República de Colombia, respaldada por el gobierno de los EE. UU., durante la Guerra de los Mil Días. El Tratado Hay-Pauncefote permitió a los EE. UU. construir y controlar el Canal de Panamá. En 1903, los Estados Unidos establecieron la soberanía sobre la Zona del Canal de Panamá
- Nicaragua, que, después de varios desembarcos y bombardeos navales intermitentes en décadas previas, soportó la ocupación militar estadounidense casi ininterrumpidamente desde 1912 hasta 1933. La oposición militar contra las fuerzas del Ejército estadounidense y los Marines fue encabezada por Benjamín Zeledón (batalla de Coyotepe, 1912), Francisco Parajón (batalla de Chinandega, 1927) y Augusto C. Sandino (batalla de Ocotal, 1927-1933). Los bluejackets y los marines estuvieron allí durante unos 15 años.[3] Estados Unidos afirmó que quería que Nicaragua eligiera "buenos hombres", que no amenazaran con perturbar los intereses estadounidenses.[3]

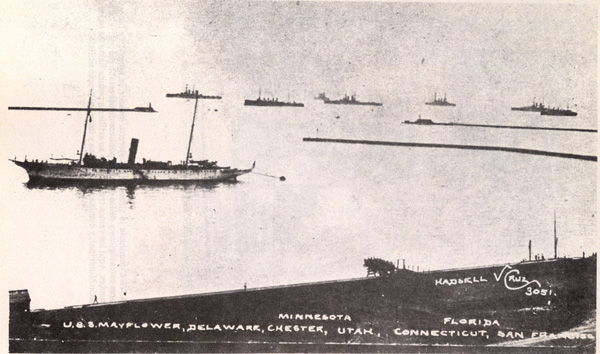
Naves estadounidenses en las costas de Veracruz, 1914

- Cuba, ocupada por Estados Unidos desde 1899 hasta 1902 (dirigida por del gobernador militar Leonard Wood) y posteriormente bajo los términos de la enmienda Platt hasta 1934, permitiéndole un poder ilimitado.[4] Fue ocupada por los EE. UU. de 1898 a 1902 bajo Wood como su gobernador militar, y nuevamente de 1906 a 1909, en 1912, y de 1917 a 1922, Sujeta a los términos del Tratado de Relaciones Cubano-Americanas (1903) hasta 1934. En 1903, Estados Unidos tomó un contrato de arrendamiento permanente de la Base Naval de la Bahía de Guantánamo.[5][6]
- Haití,  Ocupado por los EE. UU. desde 1915 hasta 1934, lo que condujo a la creación de una nueva constitución haitiana en 1917 que instituyó cambios que incluyeron el fin de la prohibición anterior de la propiedad de tierras por parte de no haitianos. Este período incluyó la primera y la segunda Guerras de Caco.[7]

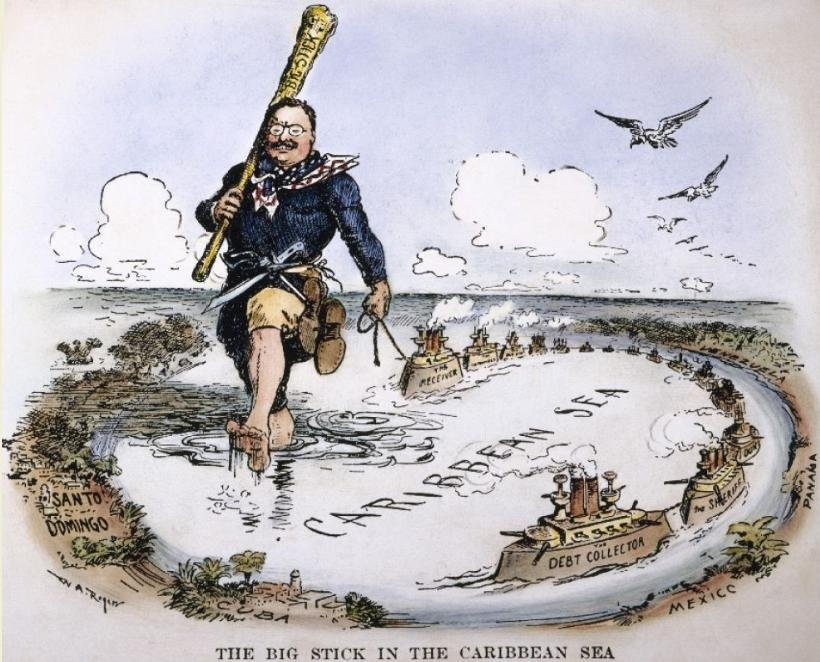
Ilustración de William Allen Rogers, caricaturizando a Theodore Roosevelt y su doctrina del Gran Garrote.

- República Dominicana, Acciones en 1903, 1904 (el asunto de Santo Domingo) y 1914 (las fuerzas navales estadounidenses participaron en batallas en la ciudad de Santo Domingo[8]); ocupada por los EE. UU. de 1916 a 1924. Cuando una rebelión en la República Dominicana, por ejemplo, dañó una plantación de caña de azúcar de propiedad estadounidense, se enviaron tropas estadounidenses a partir de 1916. Tomaron un pequeño castillo llamado Fortaleza Ozama, mataron a los hombres que estaban adentro y establecieron una presencia militar para proteger sus intereses comerciales. Las fuerzas dominicanas, que no tenían ametralladoras ni artillería moderna, intentaron enfrentarse a los marines estadounidenses en batallas convencionales, pero fueron derrotadas en la Batalla de Las Trencheras (las trincheras), la Batalla de Guayacanas y la Batalla de San Francisco de Macorís. A pesar de tener una potencia de fuego mucho mayor, los marines estadounidenses tardaron cinco años en reprimir una insurgencia en las provincias orientales de El Seibo y San Pedro de Macorís. Durante la ocupación, 144 marines estadounidenses murieron en acción y 50 resultaron heridos.[9] Los dominicanos sufrieron 950 bajas.[9]
- Honduras, donde se estableció el modelo original de república bananera, durante 1903, 1907, 1911, 1912, 1919, 1924 y 1925, mientras la United Fruit Company y la Standard Fruit Company dominaban el sector clave de exportación de bananas, tropas estadounidenses ocuparon el país.[10] El escritor O. Henry acuñó el término "República bananera" en 1904 para describir a Honduras.[11]
- México, Las intervenciones militares de Estados Unidos con México en este período tuvieron las mismas causas comerciales y políticas generales, pero se presentan como un caso especial. Los estadounidenses llevaron a cabo la Guerra Fronteriza con México de 1910 a 1919 por razones adicionales: para controlar el flujo de inmigrantes y refugiados del México revolucionario ("pacíficos"), y para contrarrestar las incursiones rebeldes en territorio estadounidense. Sin embargo, la ocupación de Veracruz por parte de Estados Unidos fue un ejercicio de influencia armada; no una cuestión de integridad fronteriza; Su objetivo era cortar el suministro de municiones alemanas al gobierno del líder mexicano Victoriano Huerta,[12] que el presidente estadounidense Woodrow Wilson se negó a reconocer.[12] En los años previos a la Primera Guerra Mundial, Estados Unidos también estuvo alerta al equilibrio de poder regional contra Alemania. Los alemanes armaban y asesoraban activamente a los mexicanos, como lo demuestra el incidente del envío de armas de la SS Ypiranga 6 en 1914, la base del saboteador alemán Lothar Witzke en la Ciudad de México, el Telegrama Zimmermann de 1917 y los asesores alemanes presentes durante la Batalla de Ambos Nogales en 1918. Sólo dos veces durante la Revolución Mexicana el ejército estadounidense ocupó México: durante la ocupación temporal de Veracruz en 1914 y entre 1916 y 1917, cuando el general estadounidense John Pershing lideró a las fuerzas del ejército estadounidense en una búsqueda a nivel nacional de Pancho Villa.

Otras naciones latinoamericanas se vieron dominadas o influenciadas por las políticas económicas o intereses comerciales estadounidenses hasta el punto de la coacción. Theodore Roosevelt declaró el Corolario Roosevelt a la Doctrina Monroe en 1904, con lo que otorgó a Estados Unidos el derecho de intervenir países en el Caribe y Centroamérica para estabilizar asuntos económicos de sus países si no podían pagar sus deudas internacionales. Desde 1909 hasta 1913, el presidente estadounidense William Howard Taft y su Secretario de Estado Philander C. Knox declararon una diplomacia del dólar, una política exterior más "pacífica y económica" que sin embargo, también fue apoyada por la fuerza, como ocurrió en Nicaragua.

## Compañías fruteras estadounidenses
Las primeras décadas de la historia de Honduras están marcadas por la inestabilidad política y económica. En efecto, entre la independencia y la llegada al poder del gobierno de Tiburcio Carías Andino Carias se produjeron tres conflictos armados. Esta inestabilidad se debió en parte a la participación estadounidense en el país. 
Una de las primeras empresas que llegó a un acuerdo con el gobierno hondureño fue la Vaccaro Brothers Company (Standard Fruit Company). La Cuyamel Fruit Company siguió su ejemplo. La United Fruit Company también contrató al gobierno a través de sus subsidiarias, Tela Railroad Company y Truxillo Rail Road Company.
Los contratos entre el gobierno hondureño y las empresas estadounidenses implicaban en la mayoría de los casos derechos exclusivos sobre un terreno a cambio de construir ferrocarriles en Honduras.
Sin embargo, los productores de banano en América Central (incluido Honduras) "se vieron azotados por el mal de Panamá, un hongo transmitido por el suelo (…) que diezmó la producción en grandes regiones". Por lo general, las empresas abandonaban las plantaciones diezmadas y destruían los ferrocarriles y otros servicios públicos que habían utilizado junto con la plantación, por lo que no siempre se respetaba el intercambio de servicios entre el gobierno y las empresas.
El objetivo final de los contratos para las empresas era el control del comercio del banano desde la producción hasta la distribución. Las empresas financiarían a los guerrilleros, las campañas presidenciales y los gobiernos. Según Rivera y Carranza, la participación indirecta de las empresas estadounidenses en los conflictos armados del país empeoró la situación. La presencia de armas más peligrosas y modernas permitió una guerra más peligrosa entre las facciones.
En Honduras Británica (hoy Belice), la situación era muy diferente. Aunque la United Fruit Company era la única exportadora de plátano allí y la empresa también intentó manipular al gobierno local, el país no sufrió la inestabilidad y los conflictos armados que vivieron sus vecinos.

## Fuerzas militares estadounidenses

### Smedley Butler

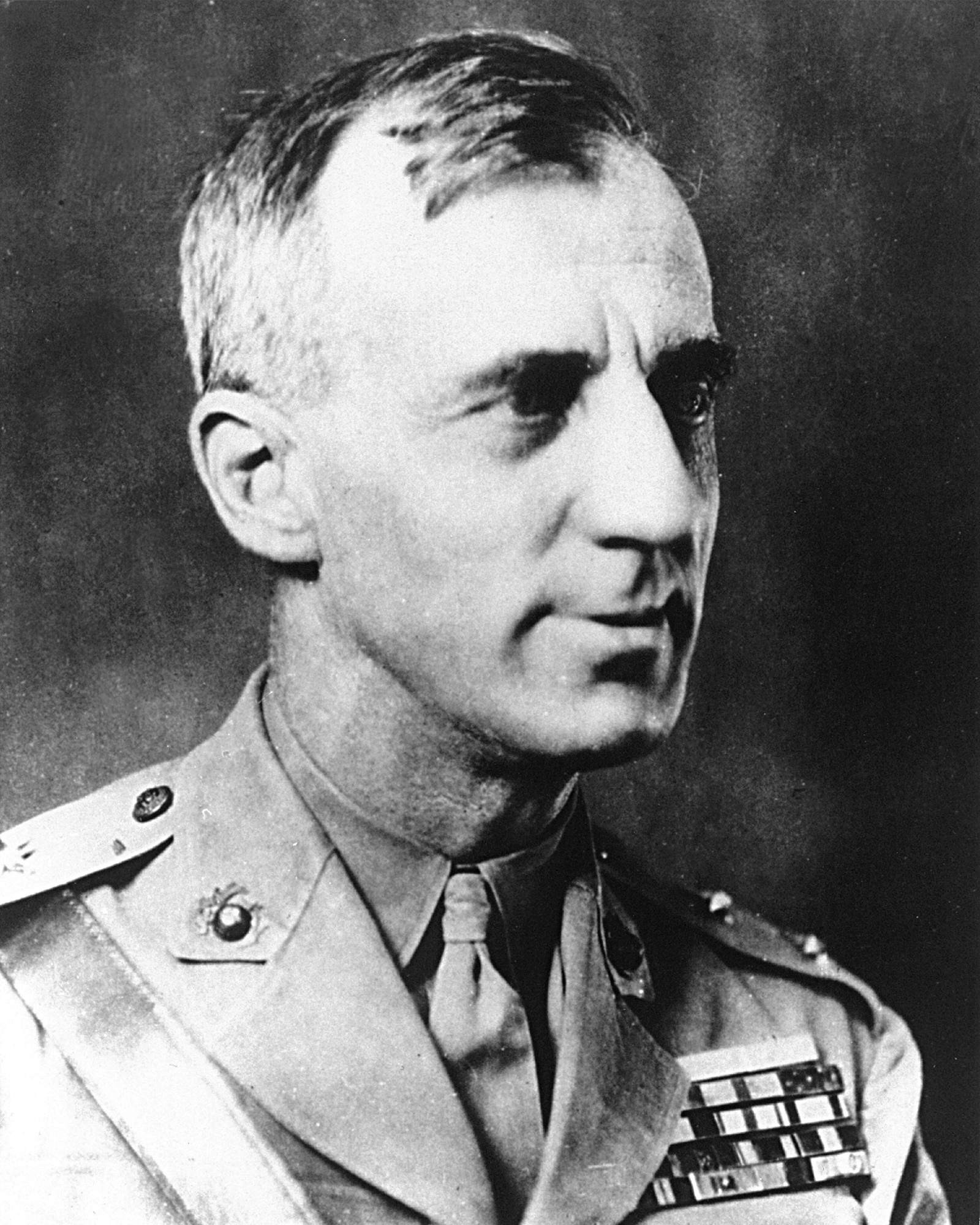
El general Smedley Butler.

Estas intervenciones bélicas fueron realizadas en su mayor parte por el Cuerpo de Marines de Estados Unidos. Se recurría a los Marines con tanta frecuencia que estos crearon y publicaron en 1921 The Strategy and Tactics of Small Wars, un manual de tácticas y estrategias aplicables a guerras a pequeña escala. En algunos casos, también se recurrió al fuego naval y al Ejército de los Estados Unidos.
Posiblemente, el oficial militar más activo de las guerras bananeras fue el mayor general del Cuerpo de Marines de los Estados Unidos Smedley Butler, que combatió en Honduras en 1903 y prestó servicio en Nicaragua de 1909 a 1912. Fue condecorado con la Medalla de Honor por su actuación en Veracruz en 1914 y recibió otra al valor durante la "represión de la resistencia Caco" en Haití en 1915. En 1935, Butler escribió en su famoso libro La guerra es un latrocinio:

«He servido durante 30 años y cuatro meses en las unidades más combativas de las Fuerzas Armadas estadounidenses: en la Infantería de Marina. Tengo el sentimiento de haber actuado durante todo ese tiempo de bandido altamente calificado al servicio de las grandes empresas de Wall Street y sus banqueros. En una palabra, he sido un pandillero al servicio del capitalismo. De tal manera, en 1914 afirmé la seguridad de los intereses petroleros en México, Tampico en particular. Contribuí a transformar a Cuba en un país donde la gente del National City Bank podía birlar tranquilamente los beneficios. Participé en la "limpieza" de Nicaragua, de 1902 a 1912, por cuenta de la firma bancaria internacional Brown Brothers Harriman. En 1916, por cuenta de los grandes azucareros estadounidenses, aporté a la República Dominicana la "civilización". En 1923 "enderecé" los asuntos en Honduras en interés de las compañías fruteras estadounidenses. En 1927, en China, afiancé los intereses de la Standard Oil. Cuando miro hacia atrás considero que pude haber dado a Al Capone algunas sugerencias. Él, como gángster, operó en tres distritos de una ciudad. Yo, como Marine, operé en tres continentes.»

### Otros oficiales de las guerras bananeras
Otros militares estadounidenses que participaron en las guerras bananeras y que destacaron en la Segunda Guerra Mundial y la guerra de Corea fueron:
- Del Ejército (Army)

  - James M. Gavin
  - Walter Krueger
  - Douglas MacArthur
  - George S. Patton
  - Matthew Ridgway

- Del Cuerpo de Marines (Marine Corps):

  - Merritt A. Edson
  - William H. Rupertus
  - Alexander Vandegrift
- De la Armada (Navy): 

  - Frank Friday Fletcher